# انتخابات الرئاسة الغابونية 1967
انتخابات الرئاسة الغابونية 1967 هي الانتخابات الرئاسية التي جرت في 19 مارس 1967، في الغابون، فاز بالانتخابات ليون إمبا.

## المرشحين
| المرشح    | الحزب | عدد الأصوات |
| --------- | ----- | ----------- |
| ليون إمبا |       |             |